# Petros Kiritsis
Petros Kiritsis, gr. Πέτρος Κυρίτσης (ur. 15 października 1953) – cypryjski strzelec, uczestnik Letnich Igrzysk Olimpijskich 1984.
Wystartował w skeecie, którego ukończył na 13. miejscu z wynikiem 192 na 200 możliwych punktów.